# Sôl austan, Mâni vestan
Sôl austan, Mâni vestan (w języku staronordyckim Na wschód od Słońca, na zachód od Księżyca) – dziesiąty studyjny album norweskiego black metalowego zespołu Burzum. Album zapowiedziany został w lutym 2013 roku, premiera odbyła się 27 maja 2013 za sprawą Byelobog Productions.
Jest to trzeci po Dauði Baldrs (1997) i Hliðskjálf (1999) instrumentalny i elektroniczny album zespołu. Oba wcześniejsze zostały skomponowane podczas pobytu Vikernesa w więzieniu. Jego zdaniem Sôl austan, Mâni vestan najbliżej do muzyki wykonywanej przez niemiecki zespół Tangerine Dream.
Koncept płyty oparty jest na pogańskim spirytualizmie. Płyta stała się również soundtrackiem do filmu ForeBears nagrywanego przez Varga Vikernesa wspólnie z żoną.
Okładkę zdobi obraz hiszpańskiego malarza Ulpiano Checi. Nagrania dotarły do 19. miejsca fińskiej listy przebojów.

## Lista utworów
Opracowano na podstawie materiału źródłowego.
| Nr  | Tytuł utworu          | Długość |
| --- | --------------------- | ------- |
| 1.  | „Sôl austan”          | 04:22   |
| 2.  | „Rûnar munt þû finna” | 03:28   |
| 3.  | „Sôlarrâs”            | 04:03   |
| 4.  | „Haugaeldr”           | 07:26   |
| 5.  | „Feðrahellir”         | 05:20   |
| 6.  | „Sôlarguði”           | 07:11   |
| 7.  | „Ganga at sôlu”       | 05:58   |
| 8.  | „Hîð”                 | 06:23   |
| 9.  | „Heljarmyrkr”         | 04:02   |
| 10. | „Mâni vestan”         | 05:53   |
| 11. | „Sôlbjörg”            | 03:59   |
|     |                       | 58:05   |